# گوریوزان
گوریوزان (به لاتین: Goryeosan) یک کوه در کره جنوبی است که در کره جنوبی واقع شده‌است. گوریوزان ۴۳۶ متر بالاتر از سطح دریا واقع شده‌است.